# Embaixada do Brasil em Praga
A Embaixada do Brasil em Praga é a missão diplomática brasileira na República Checa. Está localizada no Neuberkovský palác, na rua Panská, número 5.